# Шилы (Полтавский район)
Шилы (укр. Шили) — село,
Надержинщинский сельский совет,
Полтавский район,
Полтавская область,
Украина.
Код КОАТУУ — 5324083509. Население по переписи 2001 года составляло 107 человек.

## Географическое положение
Село Шилы находится на левом берегу реки Свинковка,
выше по течению на расстоянии в 4 км расположено село Сягайлы,
ниже по течению на расстоянии в 2,5 км расположено село Надержинщина,
на противоположном берегу — село Березовка.
Рядом проходит автомобильная дорога Т-1707.